# Cäcilienstraße 3 (Heilbronn)

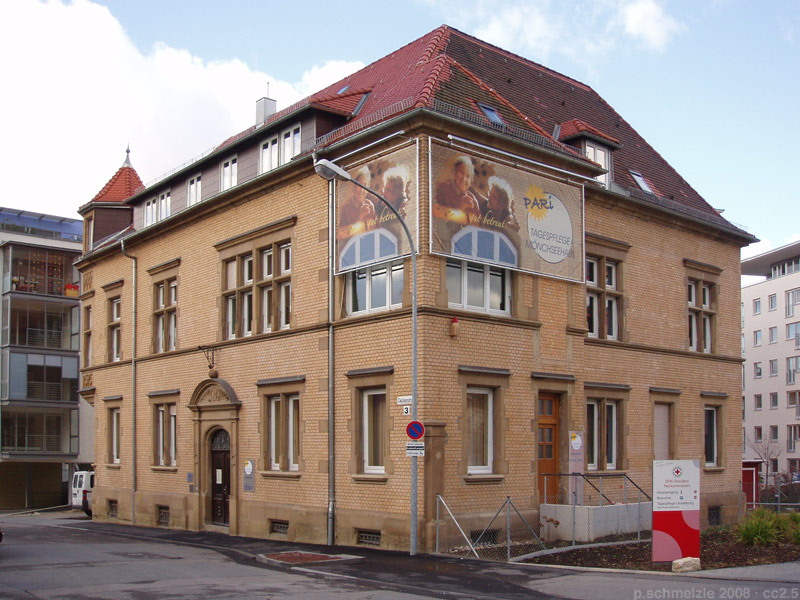
Die Cluss-Direktorenvilla am Rosenberg

Das Haus Cäcilienstraße 3 in Heilbronn war die Direktorenvilla der Brauerei Cluss. Das zweigeschossige, längsrechteckige Backsteingebäude im Stil des Historismus wurde im Jahre 1900 von Theodor Moosbrugger errichtet, der auch die Direktorenvilla der Zwirnerei Ackermann erbaute. Die Cluss-Direktorenvilla ist ein letztes, bauliches Zeugnis für die industrielle Prosperität der Jahrhundertwende am Rosenberg in Heilbronn.

## Lage
Das Wohnhaus befindet sich auf dem Gelände der ehemaligen Brauerei Cluss zwischen Staatsanwaltschaft und Tangente Südstraße, wo die Wohnanlage Stadtvilla Neckarterrassen Heilbronn 2003 nach Plänen des Architekten Otto Steidle errichtet wurde. Das Wohnhaus liegt an der Cäcilienstraße, die nach dem Abbruch der Stadtbefestigung im Jahre 1809, angelegt wurde. Die Straße ist Teil einer Vorstadt, die gemäß den Plänen von Louis de Millas errichtet wurde. Nach den Zerstörungen im Zweiten Weltkrieg und dem Abbruch der Brauereigebäude hat sich nur noch die Cluss-Direktorenvilla als einzig historisches Gebäude am Anfang der Cäcilienstraße erhalten.

## Geschichte
Das von Theodor Moosbrugger 1900 errichtete Gebäude war das Wohnhaus des Direktors der Brauerei Cluss, die früher am Rosenberg zu finden war und vom Direktor der 1853 gegründeten Heilbronner Zuckerfabrik, Andreas Faißt (1821–1878) zusammen mit August Cluss (1832–1904) 1865 gegründet wurde. Diese bestand bis 1982, als Dinkelacker die Aktienmehrheit erlangte. Die ehemalige Brauerei-Direktorenvilla erinnert neben anderen denkmalgeschützten Gebäuden in Heilbronn, wie dem von Heinrich Cluss (1792–1857) entworfenen Wilhelmsbau und der von Henriette Cluss (1831–1902) bewohnten Villa Faißt, an die Heilbronner Unternehmerfamilie Cluss.
Von 2003 bis 2006 wurde die „alte Cluss-Villa“ restauriert und beherbergt heute eine Tagespflege-Einrichtung.

## Beschreibung

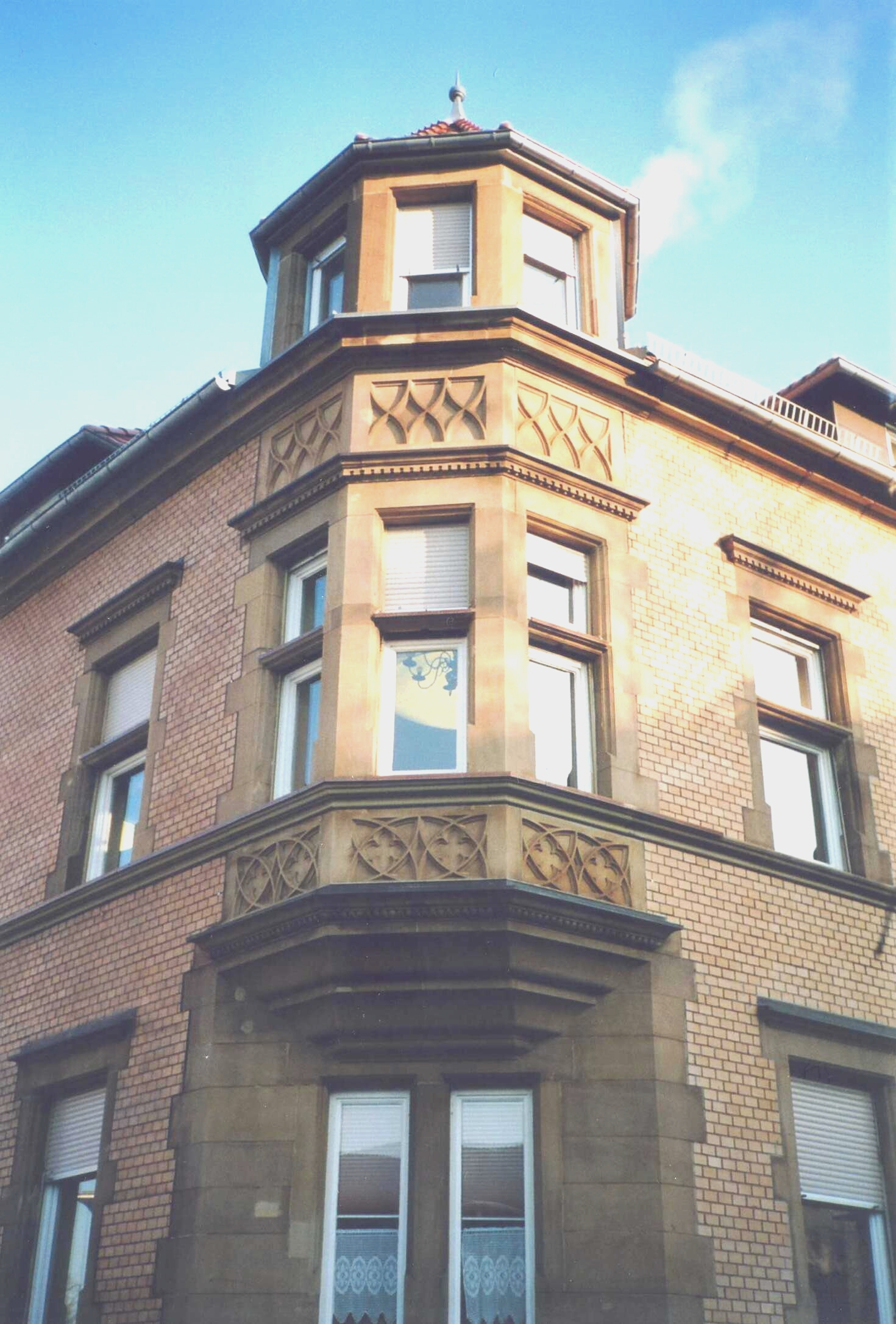
Polygonaler Turmerker über abgeschrägter Südwestecke

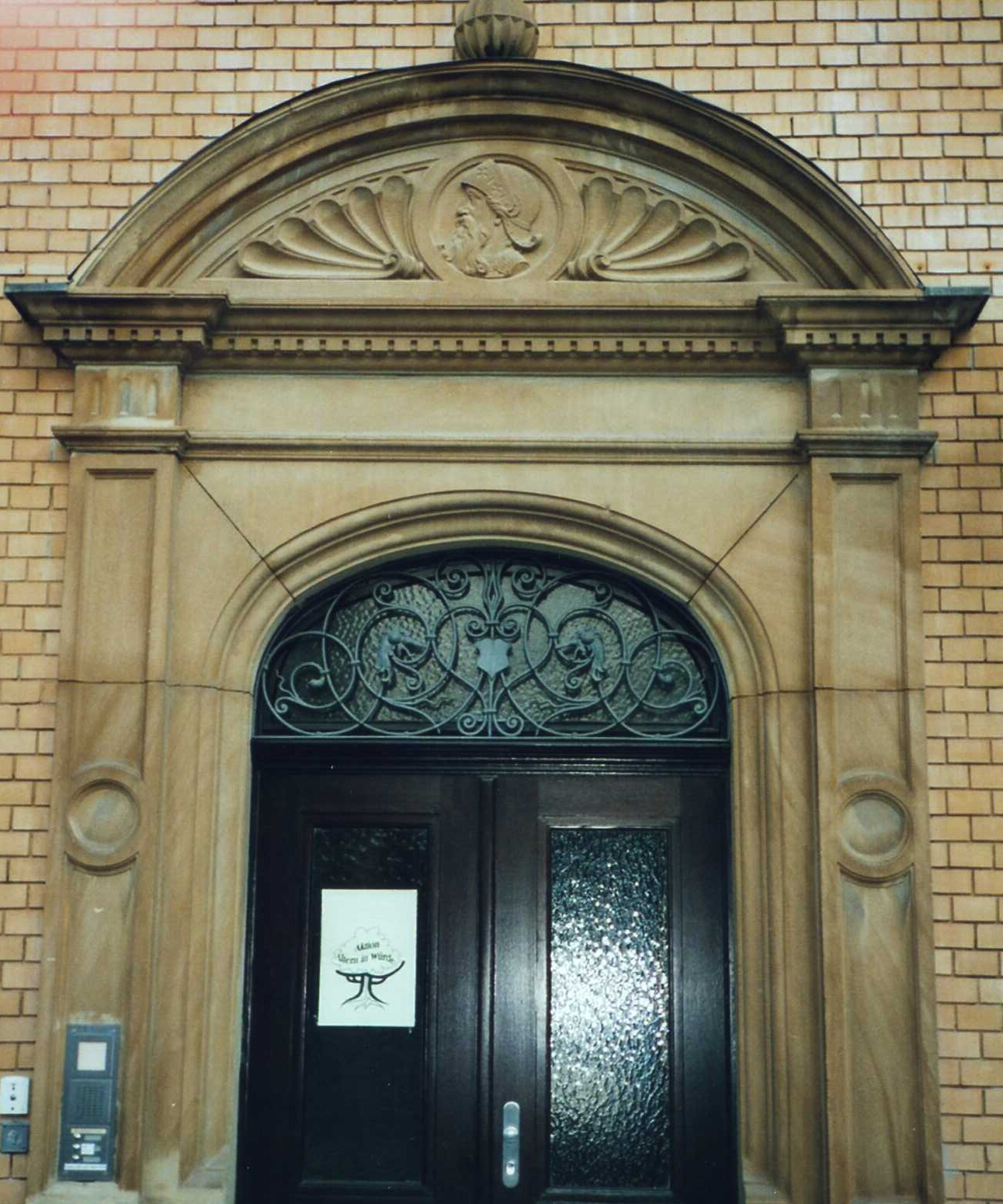
Portal mit Reliefbild des Gambrinus

Das Wohnhaus ist ein „zweistöckiges, längsrechteckiges Backsteingebäude“ mit abgeschrägter Südwestecke im Erdgeschoss und mit darüber befindlichem polygonalem Turmerker. Das Gebäude in orangefarbenem Sichtmauerwerk wurde ohne jeglichen Putz errichtet, wobei bei der Dekoration der Fassade auf „reich verzierte Fenstergewände“ und ein „profiliertes Gesims“ im Obergeschoss und in der Dachzone Wert gelegt wurde.
Der Architekturhistoriker Joachim Hennze beschreibt insbesondere das Hauptportal der Cluss-Direktorenvilla: „das Hauptportal ist mit seitlichen Lisenen und Rundbogengiebel geziert, der in einem Tondo mit dem Bild des Biergotts Gambrinus gipfelt“: So zeigt das von Lisenen flankierte Hauptportal als oberen Abschluss ein hervortretendes Ornament in der Form eines Ziergiebels mit einem rund gefassten Schmuckfeld eines Reliefs, einem Medaillon bzw. einem Tondo. Dieser ist mit dem Kopf des Gambrinus versehen worden. Mit der Darstellung des Biergotts Gambrinus in einem rund gefassten Schmuckfeld, einem Tondo wird angedeutet, dass es sich bei dem Bauherrn und Bewohner der Villa um einen Direktor einer Bierbrauerei handelt.

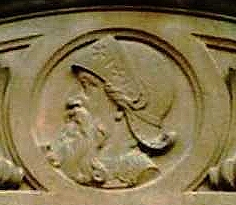
Gambrinus

## Kunstgeschichtliche Bedeutung
Das von Theodor Moosbrugger errichtete Haus ist ein „typisches Heilbronner Gebäude des ausgehenden Historismus“ und zeigt das „ganze Spektrum des Bauens um 1900 auf“: „Die Kombination von Werkstein und Backstein […] ist künstlerisches Mittel mit denen der Architekt Assoziationen an Bauten vom Mittelalter bis zur Renaissance hervorzurufen versteht“. So erinnert der polygonale Turmerker auf einer reich profilierten Konsole und das Hauptportal mit den seitlichen Lisenen und Rundgiebel mit Tondo an Motive der Renaissance. So wurden Medaillons bzw. Tondo in der Renaissance oft mit Köpfen römischer Kaiser ausgestattet. Hier versah Theodor Moosbrugger den Tondo mit dem Bildnis des Gambrinus und erinnerte damit an den Bauherrn, dem Gründer der Bierbrauerei Cluss zu Heilbronn.
Diese künstlerischen Mittel weisen auf die „üppige Stilvielfalt im Historismus“ und den Wohlstand und den Reichtum der einst einflussreichen Unternehmerfamilie hin.